# Старосултанбеково
Старосултанбе́ково (рос. Старосултанбеково, башк. Иҫке Солтанбәк) — село у складі Дюртюлинського району Башкортостану, Росія. Входить до складу Такарліковської сільської ради.
Населення — 576 осіб (2010; 483 у 2002).
Національний склад:
- татари — 58 %
- башкири — 42 %